# Blackburn Twin Blackburn
El Blackburn Twin Blackburn era una de las aeronaves más especializadas que se haya construido, un hidroavión bombardero bimotor de largo alcance desarrollado contra los Zeppelin. Fue el primer avión multi-motor en volar construido por Aeronaves Blackburn.

## Diseño y Desarrollo
Los primeros ataques de los Zeppelin alemanes sobre el Reino Unido en el invierno de 1914-15 ocasionaron que el Almirantazgo Británico notara la necesidad de una aeronave biplaza con gran autonomía indispensable para atacar a los dirigibles, al lanzar dardos incendiarios Ranken sobre las aeronaves, con la esperanza de incendiar los contenedores de gas de los dirigibles; de este modo se solicitó nueve aeronaves Blackburn Twin Blackburn o Blackburn TB en marzo de 1915.
El T.B. era un hidroavión con fuselajes gemelos, situados a una distancia de 10 pies,y una unidad de cola combinada; con el piloto en uno de los fuselajes y el observador en el otro, no teniendo otro medio de comunicación entre ellos que las señales hechas con las manos. Cada uno de los fuselajes gemelos era una estructura de madera cubierta de un material tejido, con un motor tractor al frente de cada fuselaje. Tenía la estructura principal de las alas hecha de madera y cubierta de un material tejido, esta estructura no era escalonada, ni curvada, ni similar en tamaño o forma. La totalidad del ala superior estaba fijada al fuselaje por un cableado a pilones de acero sobre las alas. Los Blackburn disponían de alerones en las cuatro alas.
Aunque se esperaba que el T.B. fuera impulsado por dos de los nuevos motores radiales American J. W. Smith de 150 cv, los cuales prometían bajo peso y adecuado consumo de combustible, estos se comportaron de manera insatisfactoria, y fueron sustituidos por motores Gnome Monosoupape de 100 cv, permitiendo de esta manera el vuelo inaugural de este modelo en agosto de 1915.
Las pruebas mostraron que los dos motores Gnome no prestaban la suficiente potencia a la aeronave, haciendo a la misma incapaz de alcanzar una altitud por encima de los 8.000 pies, ocasionando que se variara la configuración de tres compartimientos para 24 dardos incendiarios de acero Raken de una libra de peso. La carga de armas por lo tanto fue reducida a dos compartimientos.
El noveno (y final) T.B. fue acondicionado con un motor Clerget 9B de 110 cv con la esperanza de mejorar el desempeño. Finalmente, esta modificación tuvo muy poco efecto en las prestaciones de la nave.

## Historia Operacional
Desde todo punto de vista, los T.B. fueron un tremendo fracaso. Con una estructura que se doblaba en vuelo y la tendencia de la gasolina a gotear sobre los flotadores cuando funcionaban los motores, con el lógico peligro de incendio, este avión no daba a su tripulación muchos motivos de estima.
Al estar considerablemente subpotenciado tuvo que limitarse a 32 kg el armamento de dardos de acero.
Como resultado de todo ello los nueve T.B. fueron poco utilizados antes de ser desguazados en agosto de 1917.

## Operadores
Reino Unido
- Royal Naval Air Service

## Especificaciones
Referencia datos: The British Bomber since 1914

### Características generales
- Tripulación: 2
- Longitud: 11,13
- Envergadura: 18,45
- Altura: 4,12 m
- Superficie alar: 54,40
- Peso vacío: 1,1 kg (2,3 lb)
- Peso máximo al despegue: 1,6 kg (3,5 lb)
- Planta motriz: 2× Motor radial Gnome Monosoupape.
  - Potencia: 75 kW (103 HP; 102 CV) cada uno.

### Rendimiento
- Velocidad máxima operativa (Vno): 138 km/h (86 MPH; 75 kt)
- Alcance: 4 horas de vuelo
- Régimen de ascenso: 2,1 a 1.520 m s. n. m.

### Armamento
- Otros: 2 compartimentos para 24 dardos incendiarios Raken de 1 libra cada uno